# Esha Deol

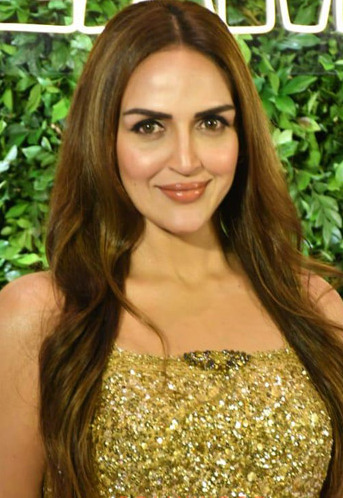
Esha Deol, 2023.

Esha Deol (Hindi: ईशा देओल, Īśā Deol; * 2. November 1981) ist eine indische Schauspielerin. 

## Leben
Esha Deol ist die ältere Tochter der zwei berühmten Bollywoodschauspieler Dharmendra und Hema Malini. Sie ist die Halbschwester von Bobby Deol und Sunny Deol. Beide sind ebenfalls Schauspieler sowie auch ihr Cousin Abhay Deol. Ihre Schwester, Ahana Deol, plant ebenfalls in die Bollywoodindustrie einzutreten, jedoch als Regisseurin und nicht als Schauspielerin, wie der Rest der Familie. 
Esha besuchte die Jamnabai Narsee School, wo sie auch sehr gut Fußball gespielt hat. Außerdem ist sie vollständig ausgebildet in der Tanzkunst Bharatanatyam. Ausgebildet wurde sie von ihrer Mutter. Sie spricht auch fließend Tamilisch.
Ihren Debütfilm machte sie mit Koi Mere Dil Se Poochhe, der aber an den Kassen floppte. Immerhin wurde ihr Talent erkannt und sie bekam für diesen Film den Filmfare Award/Bestes Debüt. Nach einigen Flops kam ihr erster großer Hit mit dem Film Dhoom (2004). Weitere Hits kamen, wie No Entry und Dus.

## Filmografie
- Esha Deol, 2007.2002: Koi Mere Dil Se Poochhe
- 2002: Na Tum Jaano Na Hum
- 2002: Kyaa Dil Ne Kahaa
- 2003: Kucch To Hai

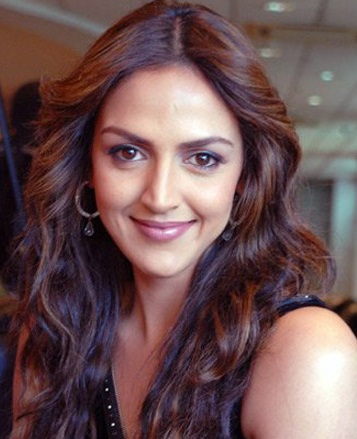
Esha Deol, 2007.

- 2003: Chura Liyaa Hai Tumne – Du hast mein Herz geraubt (Chura Liyaa Hai Tumne)
- 2003: LOC Kargil
- 2004: Yuva
- 2004: Aayitha Ezhuthu
- 2004: Dhoom! – Die Jagd beginnt (Dhoom)
- 2004: Insaan
- 2005: Kaal – Das Geheimnis des Dschungels (Kaal)
- 2005: Main Aisa Hi Hoon
- 2005: Dus
- 2005: No Entry – Seitensprung verboten! (No Entry)
- 2005: Shaadi No. 1
- 2006: Pyare Mohan
- 2006: Ankahee
- 2006: Mera Dil Leke Dekho
- 2007: Just Married
- 2007: Darling
- 2007: Cash
- 2008: Hijack
- 2008: Money Hai Toh Honey Hai

## Auszeichnungen
- Filmfare Award/Bestes Debüt für Koi Mere Dil Se Poochhe (2003)
- Bollywood Movie Award/Beste Debütantin für Koi Mere Dil Se Poochhe (2003)
- Star Screen Award/Meistversprechende Newcomerin für Koi Mere Dil Se Poochhe (2003)